# Cosmarium orbiculatum
Cosmarium orbiculatum  là một loài Song tinh tảo trong họ Desmidiaceae, thuộc chi Cosmarium.